# Iván Bába
Iván Bába (n.25 iunie 1950, Teplice, Cehia-) este un scriitor, redactor, traducător și critic literar maghiar.